# Cyrtodactylus saiyok
Cyrtodactylus saiyok es una especie de gecos de la familia Gekkonidae.

## Distribución geográfica yhábitat
Es endémica de montanos del oeste de Tailandia. Su rango altitudinal oscila entre 354 y 525 m s. n. m..